# A Csillagászat Nemzetközi Éve
A Csillagászat Nemzetközi Éve 2009 az ENSZ 62. közgyűlésének 2007. december 19-én hozott határozata alapján. Az évhez kötődő események lebonyolításával az UNESCO-t bízták meg.
A hivatalos indoklás szerint 2009-ben van a 400. évfordulója annak, hogy Galileo Galilei távcsövével az égboltot kezdte kutatni, óriási lökést adva a természettudományok fejlődésének, megalapozva a tudomány elfordulását a geocentrikus világképtől.
Szintén 1609-ben jelent meg Johannes Kepler Astronomia Nova („Új csillagászat”) című műve, amelyben közzétette első két bolygómozgási törvényét és ezzel megalapozta az égi mechanika kutatását.

## Külső hivatkozások
- A nemzetközi év magyar honlapja
- A nemzetközi év honlapja